# Baía de Ana Chaves
A baía de Ana Chaves, também chamada de baía de São Tomé, é um acidente geográfico em forma de baía na costa nordeste da ilha de São Tomé, no arquipélago nacional de São Tomé e Príncipe. A capital do país, São Tomé, e seu porto surgiram em função desta e estão situados às suas margens. É uma das maiores e mais bem protegidas baías do arquipélago.
A baía estende-se da ponta de Diogo Nunes (ou ponta Gâmboa; onde atualmente está o Aeroporto Internacional de São Tomé), no norte, até à ponta de São Sebastião (onde atualmente estão o porto de Ana Chaves e o forte de São Sebastião), no sul. No centro da baía há uma península ou cabo, chamada de Cabo Verde, que atualmente abriga o bairro Bela Vista-Hospital.
Recebe o nome da influente nobre judia luso-santomense Ana Chaves.

## Infraestruturas
Há um farol na ponta Diogo Nunes, no extremo noroeste da baía, construído em 1994; sua altura focal é de 9 metros e seu alcance é de 11 milhas náuticas (11 km). O outro é o farol de São Sebastião, no extremo sudeste da baía, construído em 1928; sua altura focal é de 14 metros e seu alcance é de 12 milhas náuticas (22 km).